# Georges Didi-Huberman

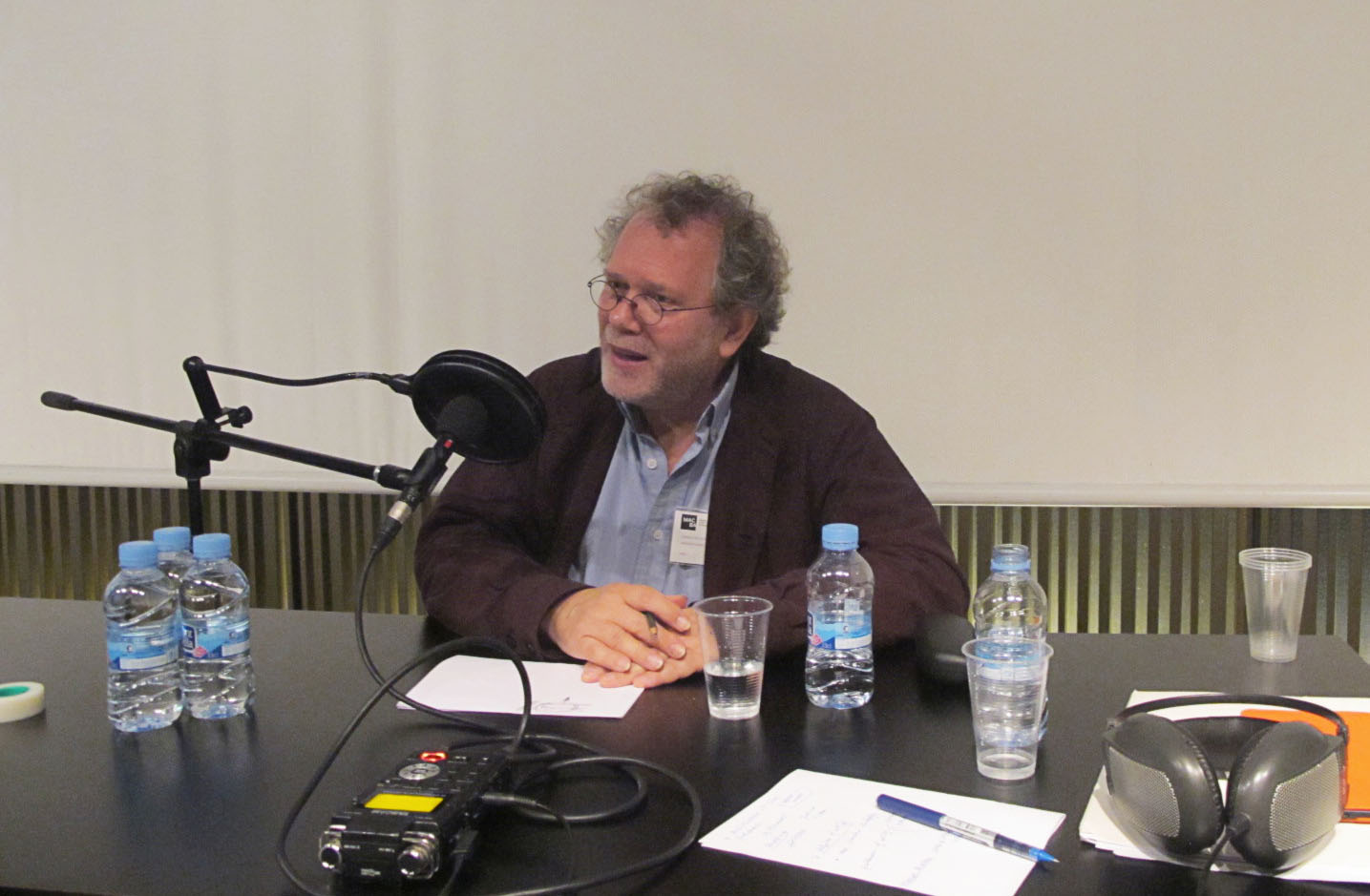
Georges Didi-Huberman (2014)

Georges Didi-Huberman (* 13. Juni 1953 in Saint-Étienne, Frankreich) ist ein französischer Kunsthistoriker, Philosoph und Hochschullehrer.

## Leben
Nach seinem Studium der Kunstgeschichte und Philosophie u. a. bei Louis Marin lehrt Georges Didi-Huberman seit 1990 als Maître de Conférences im Centre d'Histoire et Théorie des Arts an der Pariser École des Hautes Études en Sciences Sociales (EHESS). Er hatte zahlreiche Gastprofessuren inne, nämlich an der Johns Hopkins University, der Northwestern University, der University of California, Berkeley, der University of Tokyo, der Freien Universität Berlin und am Courtauld Institute in London. Darüber hinaus absolvierte er Forschungsaufenthalte an der Académie de France (Villa Medici) in Rom, in Florenz am Harvard University Center for Italian Renaissance Studies (Villa I Tatti) oder am Nationalen Forschungsschwerpunkt Bildkritik (Eikones) der Universität Basel.
1997 kuratierte Didi-Huberman am Centre Georges Pompidou in Paris die Ausstellung „L’Empreinte“ sowie 2001 die Ausstellung „Fables du lieu“ am Studio national des Arts contemporains in Tourcoing. Im Jahr 2010 verantwortete er im Museo Nacional Centro de Arte/Reina Sofia in Madrid die vielbeachtete Ausstellung „Atlas. How to Carry the World on One’s Back“ sowie 2016/17 im Musée Jeu de Paume/Paris die Ausstellung „Soulèvements“.
Georges Didi-Huberman ist Ehrenmitglied des Leibniz-Zentrums für Literatur- und Kulturforschung in Berlin und seit 2017 korrespondierendes Mitglied der British Academy.

## Position
In seiner wissenschaftlichen Arbeit bezieht Didi-Huberman eine Position gegen eine bloße Ekphrasis mittels einer Ikonographie und einer Ikonologie des Kunstwerkes. So nimmt er neben seiner kulturwissenschaftlichen Fragestellung eine hermeneutische und phänomenologische Perspektive ein: Didi-Huberman beschäftigt sich in diesem Zusammenhang mit den Werken von Aby Warburg, Walter Benjamin und Georges Bataille. In seinen Publikationen betont Didi-Huberman die Reflexionen zur Rezeptionsästhetik und zur Produktionsästhetik. Beispiele hierfür sind der 1999 erschienene Band zur Metapsychologie des Bildes, das 2002 erschienene Buch zur leibhaftigen Malerei und der Fall des Faltenwurfs (Ninfa Moderna, 2007). Darüber hinaus erweitert Didi-Huberman mit seinen Fragestellungen die Methodologie der Kunstgeschichte und Kunstwissenschaft. Beides öffnet er zu einer Theorie und Philosophie des Bildes, ohne dabei auch psychologische Fragen zur Kunst und des Blicks außer Acht zu lassen.

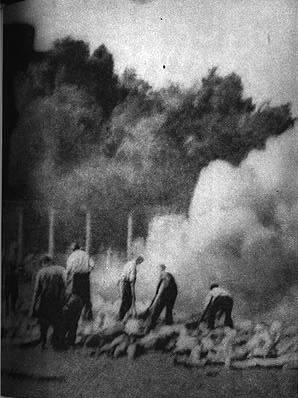
No. 281 beschnitten und retouchiert

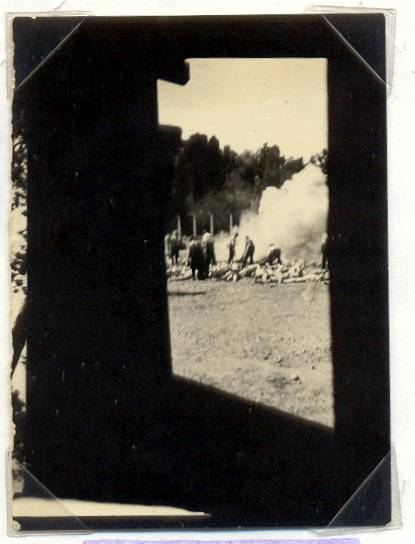
Alberto Erreras No. 281 im Originalformat

2003 setzte er sich in der Buchpublikationen Images malgré tout mit den vier Sonderkommando-Fotografien aus dem KZ Auschwitz-Birkenau auseinander. Darin argumentiert er, das Beschneiden dieser Bilder mache sie scheinbar sicher, lösche den Akt des Widerstands aus und zerstöre die Phänomenologie dieser Bilder.

## Auszeichnungen
- 1997: Hans-Reimer-Preis der Aby-Warburg-Stiftung
- 2006: Gay-Lussac-Humboldt-Preis
- 2007: Humboldt-Forschungspreis der Alexander von Humboldt-Stiftung
- 2014: Internationaler Forschungsförderpreis der Max Weber Stiftung beim Historischen Kolleg
- 2015: Theodor-W.-Adorno-Preis
- 2017: Albertus-Magnus-Professur
- 2017: Mitglied (Membre associé) der Académie royale des Sciences, des Lettres et des Beaux-Arts de Belgique[7]
- 2020: Aby Warburg-Preis der Stadt Hamburg[8]
- 2022: Prix Médicis essai für Le Témoin jusqu’au bout
- 2025: Pour le Merite

## Veröffentlichungen
- Invention de l’hystérie. Charcot et l’Iconographie photographique de la Salpêtrière, sur l'École de la Salpêtrière. Macula, 1982 (deutsche Übersetzung: Die Erfindung der Hysterie. Die photographische Klinik von Jean-Martin Charcot. Aus dem Französischen übersetzt und mit einem Nachwort von Silvia Henke, Martin Stingelin, Hubert Thüring. Fink, München 1997, ISBN 978-3-7705-3148-6).
- Mémorandum de la peste. Le fléau d’imaginer. Bourgois, Paris 1983, ISBN 2-267-01866-7.
- La Peinture incarnée, suivi de Chef-d’œuvre inconnu de Balzac. Minuit, Paris 1985 (deutsche Übersetzung: Die leibhaftige Malerei. Fink, München 2002, ISBN 3-7705-3205-8).
- Fra Angelico. Dissemblance et figuration. Flammarion, Paris 1990 (deutsche Übersetzung: Fra Angelico. Unähnlichkeit und Figuration. Fink, München 1995, ISBN 3-7705-2949-9).
- Devant l’image. Questions posées aux fins d'une histoire de l’art. Minuit, Paris 1990 (deutsche Übersetzung: Vor einem Bild. Hanser, München 2000, ISBN 3-446-16589-4).
- Ce que nous voyons, ce qui nous regarde. Minuit, Paris 1992 (deutsche Übersetzung: Was wir sehen, blickt uns an. Zur Metapsychologie des Bildes. Fink, München 1999, ISBN 978-3-7705-3272-8).
- Le Cube et le visage. Autour d’une sculpture d’Alberto Giacometti Macula, 1992 (deutsche Übersetzung: Der Kubus und das Gesicht: im Umkreis einer Skulptur von Alberto Giacometti. Herausgegeben von Mira Fliescher und Elena Vogman. Aus dem Französischen übersetzt von Esther von der Osten. Diaphanes, Zürich [u. a.] 2015, ISBN 978-3-0358-0486-7).
- L’Empreinte du ciel, présentation des Camille Flammarion: Les Caprices de la foudre. Éditions Antigone, Paris 1994.
- La Ressemblance informe, ou Le gai savoir visuel selon Georges Bataille. Macula, Paris 1995 (deutsche Übersetzung: Formlose Ähnlichkeit. Oder die Fröhliche Wissenschaft des Visuellen nach Georges Bataille. Aus dem Französischen übersetzt von Markus Sedlaczek. Fink, München 2010, ISBN  978-3-7705-4655-8).
- L’Empreinte. Musée national d’art moderne-Centre de création industrielle, Paris, 19 février au 19 mai 1997, Centre Georges Pompidou. Paris 1997, ISBN 2-85850-903-4 (deutsche Übersetzung: Ähnlichkeit und Berührung. Archäologie, Anachronismus und Modernität des Abdrucks. Dumont, München 1999, ISBN 3-7701-4712-X).
- Phasmes. Essais sur l’apparition. Minuit, Paris 1998 (deutsche Übersetzung: Phasmes. Essays über Erscheinungen von Photographien, Spielzeug, mystischen Texten, Bildausschnitten, Insekten, Tintenflecken, Traumerzählungen, Alltäglichkeiten, Skulpturen, Filmbildern. Dumont, München 2001, ISBN 3-7701-5315-4).
- L’Étoilement, sur Simon Hantaï. Minuit, Paris 1998, ISBN 978-2-7073-1630-1.
- La Demeure, la souche, sur Pascal Convert. Minuit, Paris 1999.
- Ouvrir Vénus. Nudité, rêve, cruauté. Gallimard, Paris 1999 (deutsche Übersetzung: Venus öffnen. Nacktheit, Traum, Grausamkeit. Diaphanes, Zürich 2006, ISBN 978-3-935300-63-6).
- Devant le temps. Histoire de l’art et anachronisme des images. Minuit, Paris 2000, ISBN 2-7073-1726-8.
- Être crâne, sur Giuseppe Penone. Minuit, Paris 2000 (deutsche Übersetzung: Schädel sein. Diaphanes, Zürich 2008, ISBN 978-3-03734-025-7).
- L’Homme qui marchait dans la couleur, sur James Turrell. Minuit, Paris 2001 (deutsche Übersetzung: Der Mensch, der in der Farbe ging. Diaphanes, Zürich 2009, ISBN 978-3-03734-064-6).
- Génie du non-lieu, sur Claudio Parmiggiani. Minuit, Paris 2001.
- L’Image survivante. Minuit, Paris 2002 (deutsche Übersetzung: Das Nachleben der Bilder. Kunstgeschichte und Phantomzeit nach Aby Warburg. Übersetzt von Michael Bischoff. Suhrkamp, Berlin 2010, ISBN 978-3-518-58553-5).
- Ninfa moderna. Essai sur le drapé tombé. Gallimard, Paris 2002 (deutsche Übersetzung: Ninfa moderna. Über den Fall des Faltenwurfs. Diaphanes, Zürich 2006, ISBN 978-3-935300-76-6).
- Images malgré tout. Minuit, Paris 2004 (deutsche Übersetzung: Bilder trotz allem.  Aus dem Französischen übersetzt von Peter Geimer. Fink, München 2007 [Bild und Text], ISBN 978-3-7705-4020-4).
- Gestes d’air et de pierre. Corps, parole, souffle, image. Minuit, Paris 2005.
- Le Danseur des solitudes, sur Israel Galván. Minuit, Paris 2006, ISBN 978-2-7073-1958-6.
- L’Image ouverte. Motifs de l’incarnation dans les arts visuels. Gallimard, Paris 2007, ISBN 978-2-07-077949-9.
- Das Archiv brennt. Kadmos, Berlin 2007, ISBN 978-3-931659-95-0.
- La Ressemblance par contact. Archéologie, anachronisme et modernité de l’empreinte. Minuit, Paris 2008, ISBN 978-2-7073-2036-0.
- Quand les images prennent position (= L’Œil de l’histoire. Band 1). Minuit, Paris 2009, ISBN  978-2-7073-2037-7 (deutsche Übersetzung: Wenn die Bilder Position beziehen [= Das Auge der Geschichte. Band 1]. Fink, München 2011, ISBN 978-3-7705-4841-5).
- Survivance des lucioles. Minuit, Paris 2009, ISBN 978-2-7073-2098-8 (deutsche Übersetzung: Überleben der Glühwürmchen. Eine Politik des Nachlebens. Aus dem Französischen übersetzt von Markus Sedlaczek. Fink, München 2012, ISBN 978-3-7705-5225-2).
- Remontages du temps subi (= L’Œil de l’histoire. Band 2). Minuit, Paris 2010, ISBN 978-2-7073-2136-7 (deutsche Übersetzung: Remontagen der erlittenen Zeit [= Das Auge der Geschichte. Band 2]. Fink, Paderborn 2014, ISBN 978-3-7705-5226-9).
- Atlas ou le gai savoir inquiet (= L’Œil de l’histoire. Band 3). Minuit, Paris 2011, ISBN 978-2-7073-2200-5 (deutsche Übersetzung: Atlas oder die unruhige Fröhliche Wissenschaft. [= Das Auge der Geschichte. Band 2]. Fink, Paderborn 2016, ISBN 978-3-7705-5393-8).
- Écorces. Minuit, Paris 2011 (deutsche Übersetzung: Borken. Übersetzt von Horst Brühmann. Konstanz University Press, Paderborn 2012, ISBN 978-3-8353-9026-3).
- Peuples exposés, peuples figurants (= L’Œil de l’histoire. Band 4). Minuit, Paris 2012, ISBN 978-2-7073-2265-4 (deutsche Übersetzung: Die Namenlosen zwischen Licht und Schatten [= Das Auge der Geschichte. Band 4]. Aus dem Französischen übersetzt von Markus Sedlaczek. Fink, Paderborn 2017, ISBN 978-3-7705-6010-3).
- L’Album de l’art à l’époque du „Musée imaginaire“. Éditions Hazan, Paris 2013, ISBN 978-2-7541-0685-6.
- Sur le fil. Minuit, Paris 2013, ISBN 978-2-7073-2282-1.
- Blancs soucis. Minuit, Paris 2013, ISBN 978-2-7073-2283-8.
- Phalènes. Essais sur l’apparition. Band 2. Minuit, Paris 2013, ISBN 978-2-7073-2327-9.
- Quelle émotion! Quelle émotion? Bayard, 2013, ISBN 978-2-227-48680-5.
- Essayer voir. Minuit, Paris 2014, ISBN 978-2-7073-2365-1 (deutsche Übersetzung: Sehen versuchen. 2018, ISBN 978-3-8353-9090-4).
- Passés cités par JLG (= L’Œil de l’histoire. Band 5). Minuit, Paris 2016, ISBN 978-2-7073-2848-9.
- Peuples en larmes, peuples en armes (= L’Œil de l’histoire. Band 6). Minuit, Paris 2016, ISBN 978-2-7073-2962-2.
- Wo es war. Vier Briefe an Gerhard Richter. Walter König, Köln 2018, ISBN 978-3-96098-273-9.
- Mathieu Pernot. La Traversée. Jeu de Paume, Paris 2014, ISBN 978-2-912132-76-5.
- Sentir le Grisou, Minuit, Paris 2014, ISBN 978-2-7073-2339-2.
- Essayer voir, Minuit, Paris 2014, ISBN 978-2-7073-2365-1.
- Sortir du noir, Minuit, Paris 2015, ISBN 978-2-7073-2946-2.
- À livres ouverts. Éditions de l’INHA, Paris 2017, ISBN 978-2-917902-41-7.
- Aperçues, Minuit, 2018, ISBN 978-2-7073-4334-5.
- Désirer désobéir. Ce qui nous soulève, Band 1, Minuit, Paris 2019, ISBN 978-2-7073-4522-6.
- Pour commencer encore, dialogue avec Philippe Roux. Argol, Paris 2019, ISBN 978-2-37069-017-3.
- Éparses. Voyage dans les papiers du Ghetto de Varsovie. Minuit, Paris 2020, ISBN 978-2-7073-4605-6.
- Imaginer recommencer (= Ce qui nous soulève. Band 2). Minuit, Paris 2021, ISBN 978-2-7073-4699-5.
- Le témoin jusqu'au bout. Une lecture de Victor Klemperer. Minuit, Paris 2022, ISBN 978-2-7073-4754-1.
- Pour quoi obéir? Bayard, Montrouge 2022, ISBN 978-2-227-50069-3.
- Brouillards de peines et de désirs (= Faits d'affects. Band 1). Minuit, Paris 2023, ISBN 978-2-7073-4815-9.
- Tables de montage. Regarder, recueillir, raconter. IMEC, Paris 2023, ISBN 978-2-35943-041-7.
- L’Humanisme altéré (= La ressemblance inquiète. Band 1). Gallimard, Paris 2023, ISBN Gallimard, Paris 2023.
- Des visages entre les draps. La ressemblance inquiète. Band 2). Gallimard, Paris 2024, ISBN 978-2-07-300097-2.
- La fabrique des émotions disjointes. Minuit, Paris 2024, ISBN 978-2-7073-4987-3.
- Gestes critiques, Klincksieck, 2024, ISBN 978-2-252-04752-1.